# Nisosjärvi
Nisosjärvi är en sjö i kommunen Kuortane i landskapet Södra Österbotten i Finland. Arean är 45 hektar och strandlinjen är 3,19 kilometer lång. Sjön  ingår i Lappo å huvudavrinningsområde.   Den ligger omkring 33 kilometer öster om Seinäjoki och omkring 310 kilometer norr om Helsingfors. 
I sjön finns ön Hempansaari. 